# 시카라

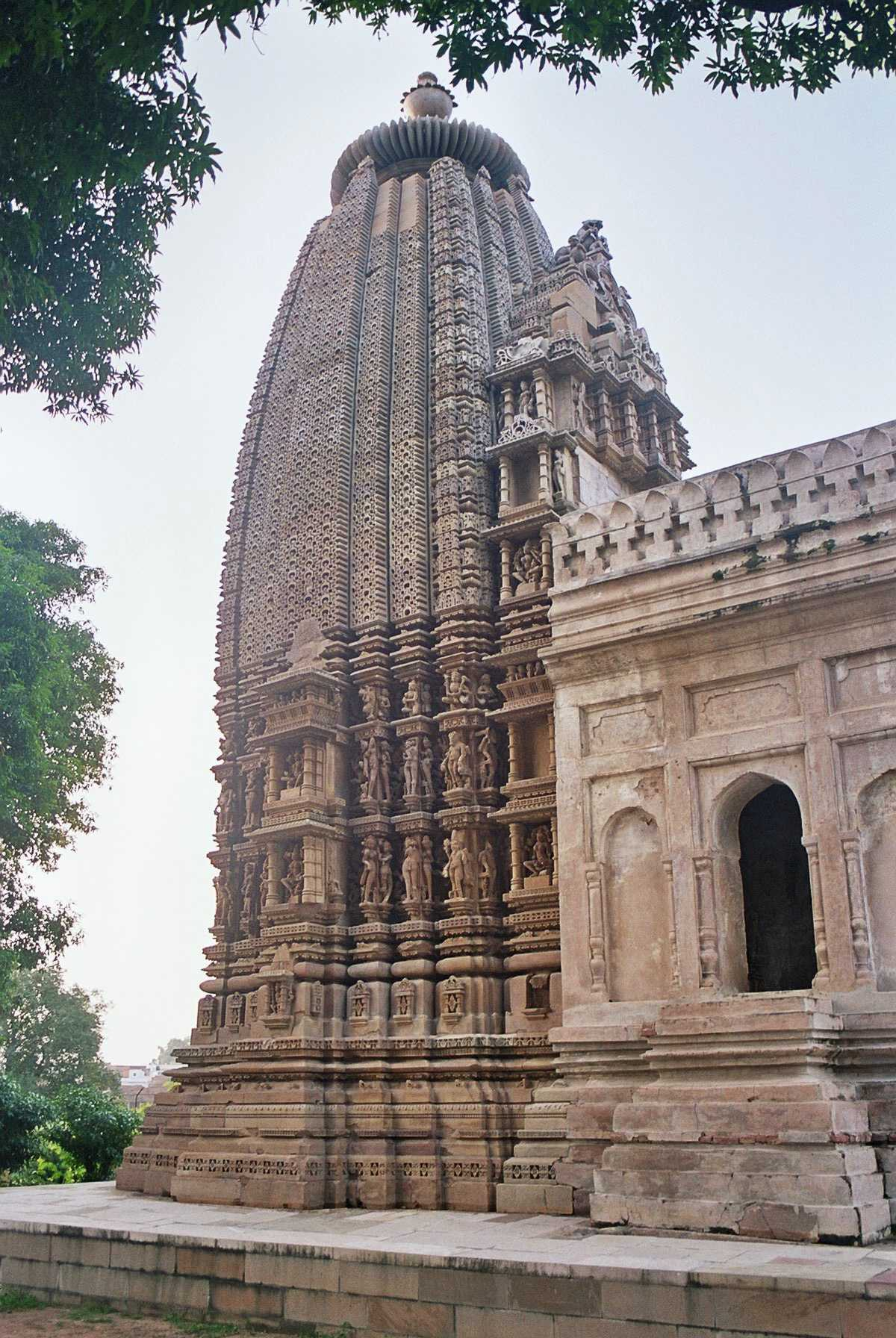
카주라호의 라티나식 시카라.

시카라(산스크리트어: शिखर)는 문자 그대로 "산봉우리"로 번역되는 산스크리트어 단어로, 북인도의 힌두 사원 건축에서 솟아오르는 탑을 가리키며, 자이나교 사원에서도 자주 사용된다. 주재하는 신이 모셔진 가르바그리하 방 위의 시카라는 북인도의 힌두 사원에서 가장 눈에 띄고 눈에 띄는 부분이다.
남인도에서 동등한 용어는 비마나(vimana)인데, 이는 시카라와 달리 아래에 있는 성소를 포함한 건물 전체를 가리킨다. 남쪽에서 시카라는 비마나의 꼭대기에만 해당하는 용어로, 보통 끝 부분이 끝 부분으로 덮인 돔이다. 남쪽 비마나는 종종 큰 사원에서 더 높고 더 두드러진 특징을 보이는 고푸람이라고 불리는 남인도 사원의 정교한 관문탑과 혼동되어서는 안 된다.

## 같이 보기
- 메루 사원
- 비마나 (건축 양식)
- 스투파